# Xã Barnhill, Quận Wayne, Illinois
Xã Barnhill (tiếng Anh: Barnhill Township) là một xã thuộc quận Wayne, tiểu bang Illinois, Hoa Kỳ. Năm 2010, dân số của xã này là 597 người.